# جبل سيدي عبد الرحمان
جبل سيدي عبد الرحمان جبل يقع بشمال شرقي الجمهورية التونسية بولاية نابل، شمال شرقي مدينة تاكلسة وشمال غربي مدينة منزل تميم. يبلغ ارتفاعه 637 م.